# Bengt Jönsson (nationalekonom)
Bengt Jönsson, född 1944 i Helsingborg, är en svensk nationalekonom och professor emeritus vid Handelshögskolan i Stockholm.

## Utbildning
Jönsson tog kandidatexamen i nationalekonomi, statistik och statsvetenskap 1969 och en licentiatexamen i nationalekonomi 1972, båda vid Lunds universitet. Han disputerade i nationalekonomi 1976 vid Lunds universitet.

## Karriär
Jönsson var föreläsare i nationalekonomi 1970-1982 och direktör för The Swedish Institute for Health Economics (IHE) 1979-1982, båda vid Lunds universitet.
Jönsson var professor i hälsoekonomi 1982-1991 och direktör för Center for Medical Technology Assessment 1985-1990, båda vid Linköpings universitet. Han var professor i hälsoekonomi 1991-2004, och är för närvarande professor emeritus, båda vid Handelshögskolan i Stockholm.